# Amy Winters
Amy Louise Winters (Kempsey, 19 marzo 1978) è un'ex atleta paralimpica australiana, vincitrice di sette medaglie paralimpiche, di cui cinque d'oro.

## Biografia
Winters è nata a Kempsey, nel Nuovo Galles del Sud, senza la parte inferiore del braccio destro. Winters ha due sorelle maggiori e ha frequentato la Kempsey High School.

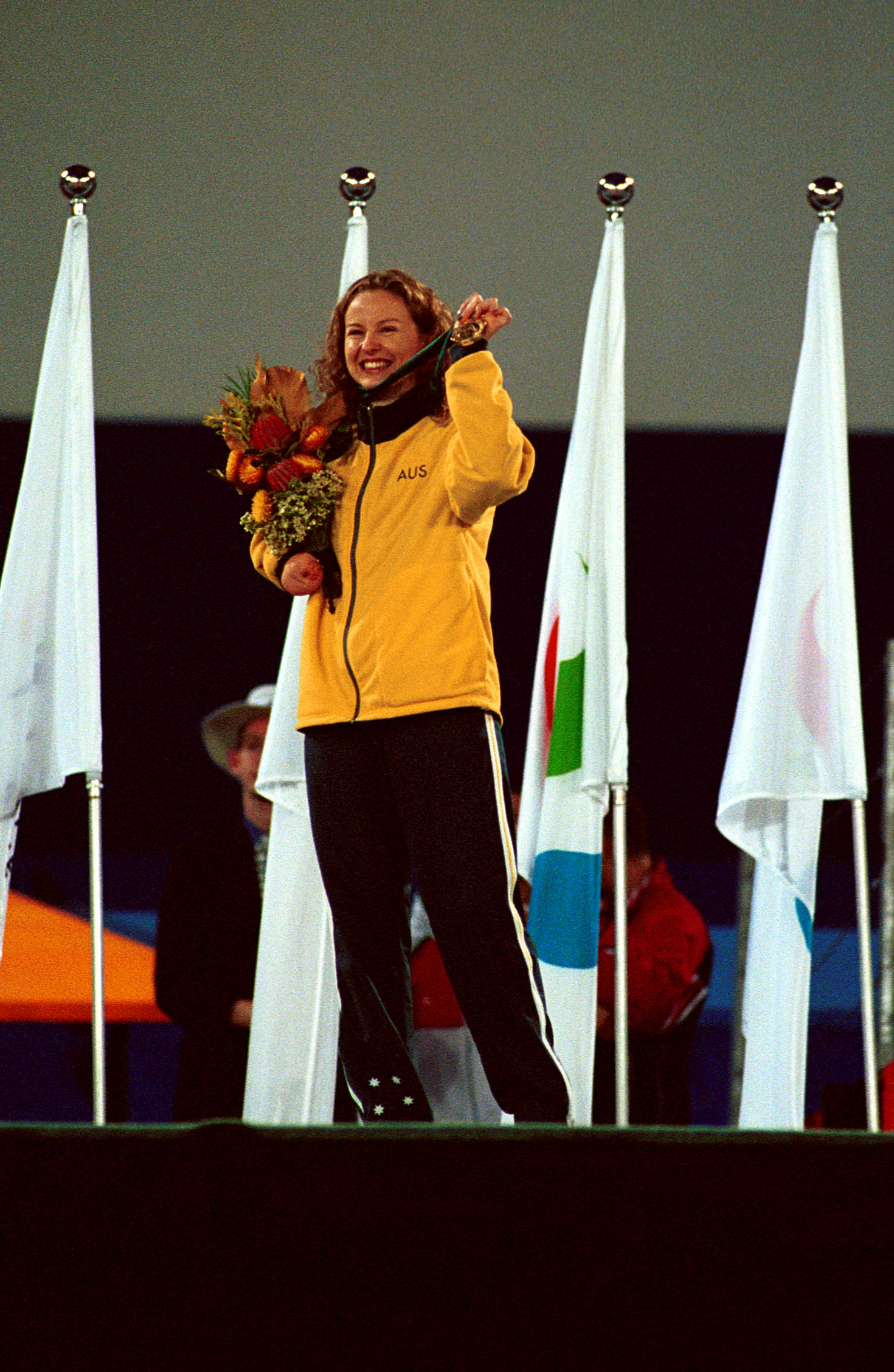
Winters festeggia con una delle due medaglie d'oro vinte a Sydney 2000

Mentre viveva a Kempsey, è stata allenata da Lloyd Smith. Ai campionati mondiali di atletica leggera paralimpica del 1994 a Berlino, ha vinto tre medaglie d'argento nelle gare femminili dei 100 metri, 200 metri e salto in lungo T45-46.
Dopo aver concluso la scuola nel 1995, si è trasferita a Coffs Harbour per allenarsi con Glenn Thacker prima di trasferirsi a Canberra per allenarsi con Chris Nunn in vista dei Giochi di Atlanta.
Ha fatto il suo debutto ai Giochi paralimpici a 18 anni ad Atlanta 1996. Winters ha vinto una medaglia d'oro nella gara femminile dei 200 metri T42-46, per il quale ha ricevuto la medaglia dell'Ordine dell'Australia, e una medaglia di bronzo nella gara femminile dei 100 metri T42-46. Dopo i Giochi di Atlanta, ha lavorato brevemente al Consiglio della Contea di Kempsey prima di trasferirsi a Sydney, dove le è stato offerto un lavoro con Westpac.
Ai Campionati del mondo di atletica leggera paralimpica del 1998 a Birmingham, ha vinto due medaglie d'oro nelle gare T46 dei 100 e 200 metri femminili.
Ai Giochi di Sydney del 2000, ha vinto due medaglie d'oro nelle gare T46 dei 100 metri e 200 metri e una medaglia di bronzo nella gara T46 dei 400 metri.
Alla fine del 2001, Winters decise di prendersi una pausa dallo sport. Ha ripreso ad allenarsi alla fine del 2002, questa volta con Fira Dvoskina a Sydney. In vista dei Giochi di Atene è stata assegnataria di una borsa di studio presso l'Australian Institute of Sport ed è stata allenata da Iryna Dvoskina. Ai Giochi di Atene del 2004, ha vinto altre due medaglie d'oro nelle gare T46 dei 100 metri e 200 metri. Con la vittoria nella gara dei 200 metri ad Atene, la Winters è stata il primo atleta paralimpico australiano a vincere tre titoli consecutivi. Nel 2005, Winters si è ritirata dalle competizioni.
Winters e suo marito, Sean, hanno avuto il loro primo figlio, Tom, nel gennaio 2010 e il secondo, Sam nell'ottobre 2013. Lavora per il Comitato Paralimpico Australiano dal 2005 prima come Responsabile dello Sviluppo e poi come Manager.
Il 24 luglio 2012, Amy è stata introdotta nella Hall of Champions del Nuovo Galles del Sud presso il Sydney Olympic Park Sports Centre.

## Palmarès

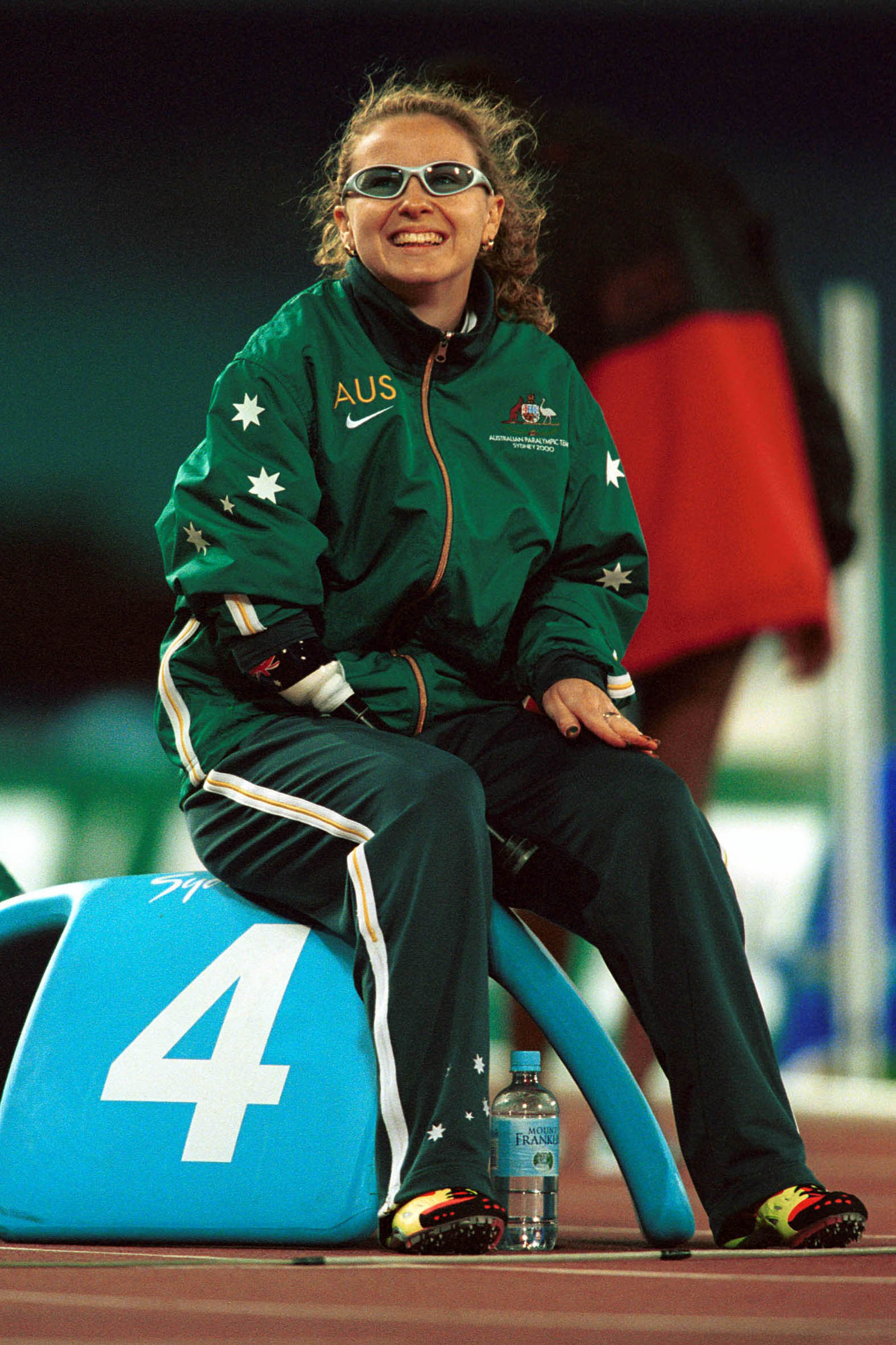
Winters sorridente prima della gara a Sydney 2000

| Anno | Manifestazione       | Sede       | Evento             | Risultato | Prestazione | Note |
| ---- | -------------------- | ---------- | ------------------ | --------- | ----------- | ---- |
| 1994 | Mondiali paralimpici | Berlino    | 100 m piani T46    | Argento   | 13"09       |      |
| 1994 | Mondiali paralimpici | Berlino    | 200 m piani T46    | Argento   | 26"75       |      |
| 1994 | Mondiali paralimpici | Berlino    | Salto in lungo F46 | Argento   | 5,17 m      |      |
| 1996 | Giochi paralimpici   | Atlanta    | 100 m piani T42-46 | Bronzo    | 12"89       |      |
| 1996 | Giochi paralimpici   | Atlanta    | 200 m piani T42-46 | Oro       | 25"97       |      |
| 1998 | Mondiali paralimpici | Birmingham | 100 m piani T46    | Oro       | 12"52       |      |
| 1998 | Mondiali paralimpici | Birmingham | 200 m piani T46    | Oro       | 26"06       |      |
| 2000 | Giochi paralimpici   | Sydney     | 100 m piani T46    | Oro       | 12"67       |      |
| 2000 | Giochi paralimpici   | Sydney     | 200 m piani T46    | Oro       | 25"86       |      |
| 2000 | Giochi paralimpici   | Sydney     | 400 m piani T46    | Bronzo    | 1'00"15     |      |
| 2004 | Giochi paralimpici   | Atene      | 100 m piani T46    | Oro       | 12"50       |      |
| 2004 | Giochi paralimpici   | Atene      | 200 m piani T46    | Oro       | 25"54       |      |